# Емер бира
Емер бира (на немски: Emmerbier, от „emmer“ – лимец), известна и като Бира от лимец, е традиционна германска бира, тип ейл, приготвена на основата на малц от двузърнест лимец, със съдържание на алкохол около 5 -5,5 об. %.

## Характеристика
Двузърнестият лимец (Triticum dicoccum), наричан още емер, е вид дива пшеница.
Двузърнестия лимец принадлежи към семейството на житните култури. Той е кръстоска между еднозърнест лимец (Triticum monococcum), най-старият известен сорт пшеница, и диви житни треви. Двузърнестия лимец се нарежда сред най-старите култивирани растения в света. За първи път е използван за производството на хляб и бира в Месопотамия преди около 10000 години, като по-късно е изместен от културната пшеница. Лимецът има малко ядро и богата на танин обвивка.
За производството на бира се влага малц от двузърнест лимец (обикновено 50 % и повече), както и малц от други житни култури – еднозърнест лимец, пшеница и ечемик, както и немски сортове хмел. След ферментацията бирата трябва да отлежава продължително време при ниски температури, за да се омекоти. Обикновено емер бирата има тъмно кехлибарен цвят, мътен вид и по-груб и пикантен, но приятен малцов вкус с танинов послевкус, което я прави особено подходяща като заместител на червеното вино. Подходящо се съчетава с червени меса, дивеч и месо на барбекю. Алкохолното съдържание варира от 5 до 5,5 об.%, но може да достига и до 6,8 % (Enzensteiner Vetus Specialis Emmer Starkbier).

## Производители
Това е рядък сорт бира, който се произвежда от няколко немски пивоварни: Riedenburger Brauhaus в Риденбург, Hauf-Bräu Dentlein във Форст, Enzensteiner в Шнайтахт-Енценрот, Volker-Bräu в Алцей и Sudmeister GmbH в Бад Тьолц.
В Швейцария емер бира вари пивоварната Falken в Шафхаузен, в Австрия – залцбургската пивоварна Stiegl.